# Acanthobrama terraesanctae
Acanthobrama terraesanctae là một loài cá vây tia thuộc họ Cyprinidae.
Loài này chỉ có ở Israel.
Môi trường sống tự nhiên của chúng là hồ nước ngọt.